# Union (Virgínia de l'Oest)
Union és una població dels Estats Units a l'estat de Virgínia de l'Oest. Segons el cens del 2000 tenia 548 habitants.

## Demografia
Segons el cens del 2000, Union tenia 548 habitants, 267 habitatges, i 148 famílies. La densitat de població era de 470,2 habitants per km².
Dels 267 habitatges en un 21,3% hi vivien nens de menys de 18 anys, en un 43,4% hi vivien parelles casades, en un 10,5% dones solteres, i en un 44,2% no eren unitats familiars. En el 40,8% dels habitatges hi vivien persones soles el 21,7% de les quals corresponia a persones de 65 anys o més que vivien soles. El nombre mitjà de persones vivint en cada habitatge era de 2,05 i el nombre mitjà de persones que vivien en cada família era de 2,75.
Per edats la població es repartia de la següent manera: un 19,7% tenia menys de 18 anys, un 8,9% entre 18 i 24, un 21,9% entre 25 i 44, un 26,6% de 45 a 60 i un 22,8% 65 anys o més.
L'edat mediana era de 45 anys. Per cada 100 dones de 18 o més anys hi havia 79,6 homes.
La renda mediana per habitatge era de 21.797 $ i la renda mediana per família de 30.833 $. Els homes tenien una renda mediana de 22.500 $ mentre que les dones 14.773 $. La renda per capita de la població era de 12.870 $. Entorn del 15,4% de les famílies i el 17,8% de la població estaven per davall del llindar de pobresa.

## Poblacions més properes
El següent diagrama mostra les poblacions més properes.